# GPS-1 1
GPS-1 1 – amerykański satelita nawigacyjny, jeden z jedenastu satelitów serii GPS Block 1; pierwszy wystrzelony na orbitę satelita systemu Global Positioning System.
Satelitę wystrzelono z bazy wojskowej Vandenberg przy użyciu rakiety Atlas E/F wyposażonej w dodatkowy stopień górny SGS-1. Start nastąpił 22 lutego 1978 o 23:44 UTC. Po oddzieleniu od stopnia górnego rakiety satelita znalazł się na orbicie przejściowej. Docelową orbitę osiągnął przy użyciu wbudowanego silnika Star-27.
Podczas pracy na orbicie satelita nadawał depesze nawigacyjne na częstotliwościach L1 i L2. Satelitę wyłączono 17 lipca 1985 po ponad 7 latach pracy, przy  zakładanym czasie eksploatacji wynoszącym 5 lat.